# Юделник
Юделник (болг. Юделник) — село в Болгарии. Находится в Русенской области, входит в общину Сливо-Поле. Население составляет 914 человек.

## Политическая ситуация
В местном кметстве Юделник, в состав которого входит Юделник, должность кмета (старосты) исполняет Мелекбер Арифова Ризова (Движение за права и свободы (ДПС)) по результатам выборов правления кметства.
Кмет (мэр) общины Сливо-Поле — Георги Стефанов Големански (коалиция партий:  Болгарская социалистическая партия, Национальное движение «Симеон Второй», Движение за социальный гуманизм, ВМРО — Болгарское национальное движение, «Болгарская социал-демократия») по результатам выборов в правление общины.